# Provincia di Gaza
La provincia di Gaza è una provincia del Mozambico meridionale.

## Geografia fisica
La provincia confina a nord-ovest con lo Zimbabwe, a nord-est con la provincia di Manica, ad est con la provincia di Inhambane; a sud si affaccia sull'Oceano Indiano e confina con Maputo, e a ovest confina con il Sudafrica.
Il territorio è costituito da un'ampia pianura costiera ed il territorio si eleva gradualmente solo ad occidente. Nell'area occidentale scorre il fiume Limpopo che dopo aver ricevuto da ovest il Rio Dos Elefantes attraversa la pianura centrale per andare a sfociare nell'Oceano Indiano. L'area settentrionale è drenata dal fiume Changane che dopo aver segnato parte del confine con l'Inhambane confluisce nel Limpopo. La costa è caratterizzata da ampi tratti di zone umide ricche di mangrovie.
La provincia ospita il parco nazionale del Limpopo in prossimità della diga di Massingir.
Il capoluogo della provincia è la città di Xai-Xai, posta sulla costa in corrispondenza della foce del fiume Limpopo.

## Geografia antropica

### Suddivisioni amministrative
La provincia è divisa nei seguenti distretti:
- Bilene Macia
- Chibuto
- Chicualacuala
- Chigubo
- Chókwè
- Guijá
- Mabalane
- Manjacaze
- Massagena
- Massingir
- Xai-Xai